# Entierra a tus gays
Un patrón recurrente en la representación de las personas LGBTQ en los medios es que los personajes queer enfrentan destinos trágicos, incluida la muerte, con mucha más frecuencia que los personajes heterosexuales. Los espectadores han denominado este tropo «entierra a tus gays» (bury your gays) o «síndrome de la lesbiana muerta» (dead lesbian syndrome).
Este reflejo de la homofobia, otrora muy extendida, atrajo la atención del público mainstream en la década de los 2000s a través de ejemplos publicitados, como la muerte del personaje Lexa en la serie de televisión Los 100. La controversia y el debate resultantes de estos ejemplos llevaron a algunos creadores de ficción popular a evitar conscientemente los tropos perjudiciales y a presentar representaciones más positivas de los personajes LGBTQ.

## Prevalencia
En diversos medios, los personajes gays o lesbianas tienden a encontrar finales infelices, como desamor, pérdida, locura, depresión o encarcelamiento. En muchos casos, terminan muriendo, ya sea por suicidio, ataques homofóbicos, enfermedades u otras causas. Los espectadores han llamado a este tropo «entierra a tus gays» y «síndrome de la lesbiana muerta».
Esto ocurre especialmente a menudo en programas de televisión. Según Autostraddle, que examinó 1779 series de televisión estadounidenses con guion de 1976 a 2016, el 11% (193) de ellas presentaban personajes lesbianas o bisexuales femeninas, y entre estas, el 35 % mostraba la muerte de personajes lesbianas o bisexuales, mientras que solo el 16% les proporcionaba un final feliz. De manera similar, entre todos los personajes lesbianas o bisexuales en series terminadas, el 31% terminó muerto, y solo el 10% recibió un final feliz. En un estudio de 242 muertes de personajes en la temporada televisiva 2015-2016, Vox informó que «el 10 por ciento de las muertes [eran] mujeres queer». En un solo mes de 2016, cuatro mujeres lesbianas o bisexuales fueron asesinadas en cuatro programas, lo que resalta aún más la prevalencia de este fenómeno en pantalla. Tales estadísticas llevaron a Variety a concluir en 2016 que «el tropo sigue vivo y coleando en la televisión, y las mujeres lesbianas y bisexuales ficticias, en particular, tienen muy pocas posibilidades de disfrutar vidas largas y productivas».
El informe de televisión de 2016 de GLAAD afirmó:

Si bien se han logrado muchas mejoras y la televisión está increíblemente por delante del cine en términos de representación LGBTQ, debe quedar claro que la televisión (y las series de transmisión en particular) fallaron a las mujeres queer este año, ya que personaje tras personaje fue asesinado. Esto es especialmente decepcionante, ya que este mismo informe, el año pasado, pidió a los creadores de contenido de transmisión que mejoraran con las mujeres lesbianas y bisexuales tras muertes superfluas en Chicago Fire y Supernatural. Esto continúa una tendencia de décadas de matar personajes LGBTQ (a menudo únicamente para avanzar en la trama de un personaje heterosexual y cisgénero), lo que envía un mensaje peligroso a las audiencias. Es importante que los creadores no refuercen tropos perjudiciales, que explotan a una comunidad ya marginada.

Los personajes LGBTQ también enfrentan situaciones similares en otras ficciones, como en videojuegos, donde, según Kotaku, los personajes LGBT están «en gran medida definidos por un dolor que sus contrapartes heterosexuales no comparten». Enfrentando desafíos que «sirven como una analogía en el mundo del juego para el fanatismo anti-LGBTQ», estos personajes están definidos por la tragedia que les niega la oportunidad de la felicidad. Aunque juegos como The Last of Us o Life Is Strange avanzan en la representación LGBTQ en el ámbito de los videojuegos al presentar personajes principales queer, aún caen víctimas de la tragedia o la muerte. El DLC de The Last of Us presenta a la protagonista Ellie participando en un breve momento de queerness poco antes de que muera su interés amoroso, y la secuela del juego presenta a Ellie como una mujer abiertamente queer, pero continúa torturándola emocionalmente.

## Reacciones
La muerte de Lexa en la serie Los 100 de CW provocó una indignación generalizada entre los espectadores y una controversia significativa, convirtiéndose en una de las primeras muertes en atraer la atención mainstream. Los fans recurrieron a internet para expresar sus frustraciones y lideraron iniciativas para promover cambios. El showrunner de Los 100, Jason Rothenberg, reconoció más tarde su error al perpetuar el tropo, afirmando: «Habría hecho algunas cosas de manera diferente».
En un intento por combatir esto, los escritores del programa Saving Hope, en colaboración con la organización activista LGBTQ The Trevor Project, establecieron el Compromiso de Lexa, una súplica a los showrunners y escritores de televisión para que traten mejor a sus personajes LGBTQ. El compromiso detalla varias formas en que los escritores pueden representar mejor a la comunidad LGBTQ al proporcionar a los personajes queer líneas argumentales significativas y evitar matarlos para avanzar en la trama de un personaje heterosexual. El compromiso recibió apoyo, con escritores de programas como The Catch y Rookie Blue firmándolo.
Sin embargo, algunos showrunners, especialmente Krista Vernoff de Anatomía de Grey, reconocieron la importancia del compromiso para generar conciencia, pero sintieron que podría limitar las capacidades narrativas y detener el progreso en términos de representaciones de personajes queer en pantalla. Cuando se estrenó la temporada final de She-Ra y las princesas del poder en 2020, el showrunner ND Stevenson dijo que no podía «ver a otro personaje gay morir en televisión por el momento. Quizás algún día podamos volver a tener un romance gay trágico, pero eso ha sido, digamos, la única norma durante mucho tiempo».

## Evasión
El creciente conocimiento y las críticas al tropo han influido en los creadores para intentar evitarlo. En 2018, Star Trek: Discovery emitió un episodio en el que un personaje gay interpretado por Wilson Cruz fue asesinado. Inmediatamente después de la emisión del episodio, Cruz, GLAAD y los showrunners emitieron declaraciones tranquilizadoras insinuando que la muerte del personaje podría no ser definitiva, con referencia específica a evitar el cliché. En la temporada siguiente, el personaje de Cruz regresó de entre los muertos por medios de ciencia ficción, y Cruz fue añadido al reparto principal.
Por otra parte, el escritor y creador de Schitt's Creek, Dan Levy, reconoció que quería que la relación entre David y Patrick evitara la tragedia y el desamor en una respuesta abierta a la creciente tendencia de personajes queer infelices en el panorama mediático. Los miembros del reparto de Yellowjackets expresaron alivio al saber que el programa optó por evitar matar o maltratar injustamente a los personajes LGBT y estaban dispuestos a tomar una postura para asegurar el tratamiento adecuado de los personajes queer en pantalla.